# Włodzimierz Zwierzykowski
Włodzimierz Marian Zwierzykowski (ur. 25 kwietnia 1929 w Bydgoszczy, zm. 28 listopada 2022 w Jagatowie) – polski technolog chemik i działacz państwowy, profesor doktor habilitowany nauk chemicznych, prorektor Politechniki Gdańskiej (1978–1981), przewodniczący Prezydium Wojewódzkiej Rady Narodowej w Gdańsku (1984–1988).

## Życiorys
Syn Jana i Janiny. W 1943 ukończył niemiecką szkołę powszechną, następnie ze względu na zakaz dalszej edukacji pracował jako goniec w ubezpieczalni i jako robotnik w fabryce obuwia „Leo” w Bydgoszczy. W 1945 podjął naukę w Państwowym Liceum i Gimnazjum Męskim w Bydgoszczy im. Józefa Piłsudskiego. W 1950 zdał maturę, następnie uzyskiwał stopnie inżyniera (1954) i magistra inżyniera (1956) na Wydziale Chemicznym Politechniki Gdańskiej (praca magisterska pt. Środki powierzchniowo czynne kationoaktywne z syntetycznych kwasów tłuszczowych produkcji krajowej). W 1962 doktoryzował się na podstawie  napisanej pod kierunkiem Henryka Niewiadomskiego pracy pt. Nowa metoda konduktometrycznego miareczkowania anionoaktywnych substancji powierzchniowo czynnych. W 1965 habilitował się po przedstawieniu rozprawy pt. Swobodna energia adsorpcji siarczanów alkilowych na granicy faz powietrze-woda. W 1977 otrzymał tytuł naukowy profesora. Wypromował siedmioro doktorów, w tym Donatę Konopacką-Łyskawę. Opublikował ponad 220 prac naukowych i złożył siedem patentów, część wypracowanych przez niego rozwiązań znalazła zastosowania w przemyśle. W pracy naukowej specjalizował się w zakresie chemii i technologii tłuszczów i związków powierzchniowo-czynnych oraz układów zdyspergowanych i ich fizykochemii.
Od 1954 pracował naukowo na Politechnice Gdańskiej kolejno jako asystent w Katedrze Chemii Organicznej, starszy asystent (1956−1962), adiunkt (1962−1966), a następnie docent (do 1969) w Katedrze Technologii Tłuszczów. Od 1969 do 1991 docent i profesor nadzwyczajny (od 1977) w Zakładzie Technologii Tłuszczów Instytutu Chemii i Technologii Organicznej oraz Żywieniowej, od 1974 do 1999 kierownik zakładu. W latach 1975–1978 był dziekanem Wydziału Chemicznego, następnie do 1981 prorektorem ds. rozwoju Politechniki Gdańskiej. W latach 1991–1999 kierował Katedrą Technologii Tłuszczów. Był członkiem rad naukowych m.in. Instytutu Fizykochemii Powierzchni i Katalizy Polskiej Akademii Nauk, Instytutu Chemii Przemysłowej oraz Instytutu Przemysłu Mięsnego i Tłuszczowego. Został członkiem Komitetu Technologii i Chemii Żywności PAN i Polskiego Towarzystwa Chemicznego (w latach 1974–1975 szef oddziału gdańskiego).
Wstąpił do Polskiej Zjednoczonej Partii Robotniczej. Od czerwca 1984 do lipca 1988 przewodniczył Prezydium Wojewódzkiej Rady Narodowej w Gdańsku. W 1989 ubiegał się o mandat poselski w okręgu nr 21 (zajął ostatnie miejsce wśród kandydatów PZPR starających się o ten mandat).
6 grudnia 2022 został pochowany na Cmentarzu Komunalnym w Sopocie.

## Odznaczenia i wyróżnienia
Odznaczony m.in. Srebrnym (1970) i Złotym (1974) Krzyżem Zasługi, Krzyżem Oficerskim Orderu Odrodzenia Polski (1989), nagrodami rektora PG, Ministra Oświaty i Szkolnictwa Wyższego (1967), Ministra Gospodarki Terenowej i Ochrony Środowiska (1972), Wydziału Nauk Rolniczych i Leśnych PAN (1971). Otrzymał Medal Pamiątkowy Politechniki Gdańskiej (2010) i Medal za zasługi dla Politechniki Gdańskiej (2017). W 2015 wyróżniony tytułem Honorowego Profesora Emeritusa PG.